# Sélénographie
«  Géographie de la Lune » redirige ici. Ne pas confondre avec Géologie de la Lune.

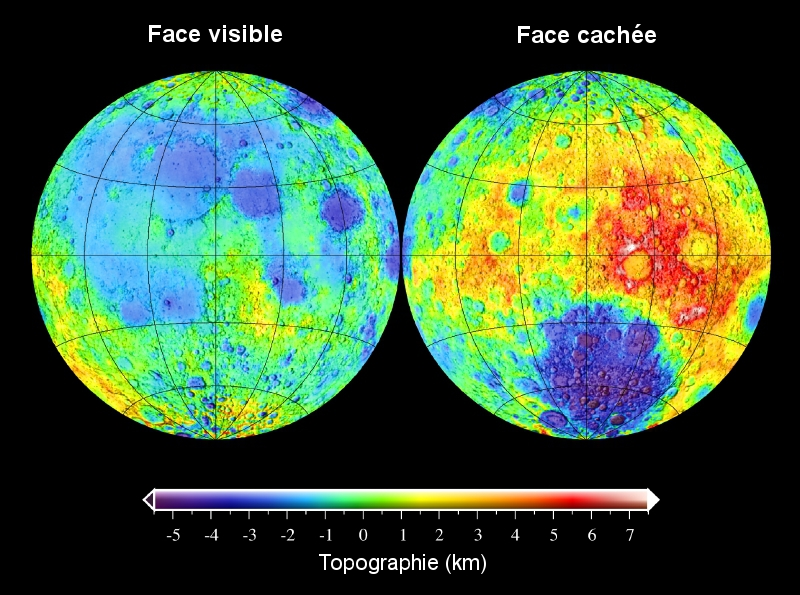
Carte topographique à partir des données de la sonde de la NASA LRO (2010).

La sélénographie est l'étude de la surface et du relief de la Lune. Le mot est dérivé du mot grec pour la Lune, à savoir Selene (Σελήνη), et du suffixe -graphie (francisation du mot grec γραφία (graphia), signifiant description). Historiquement, la principale occupation des sélénographistes était de cartographier la face visible de la Lune et d'en nommer les « mers » (maria), cratères, montagnes, etc. Cette tâche fut terminée et rendue obsolète par l'irruption d'images satellites haute résolution des faces visible et cachée de la Lune, ce depuis le début de l'ère spatiale, au début des années 1950 (exemple : sonde Clementine). Aujourd'hui, la sélénographie est considérée comme une sous-discipline de la sélénologie ou « science de la Lune ».

## Histoire

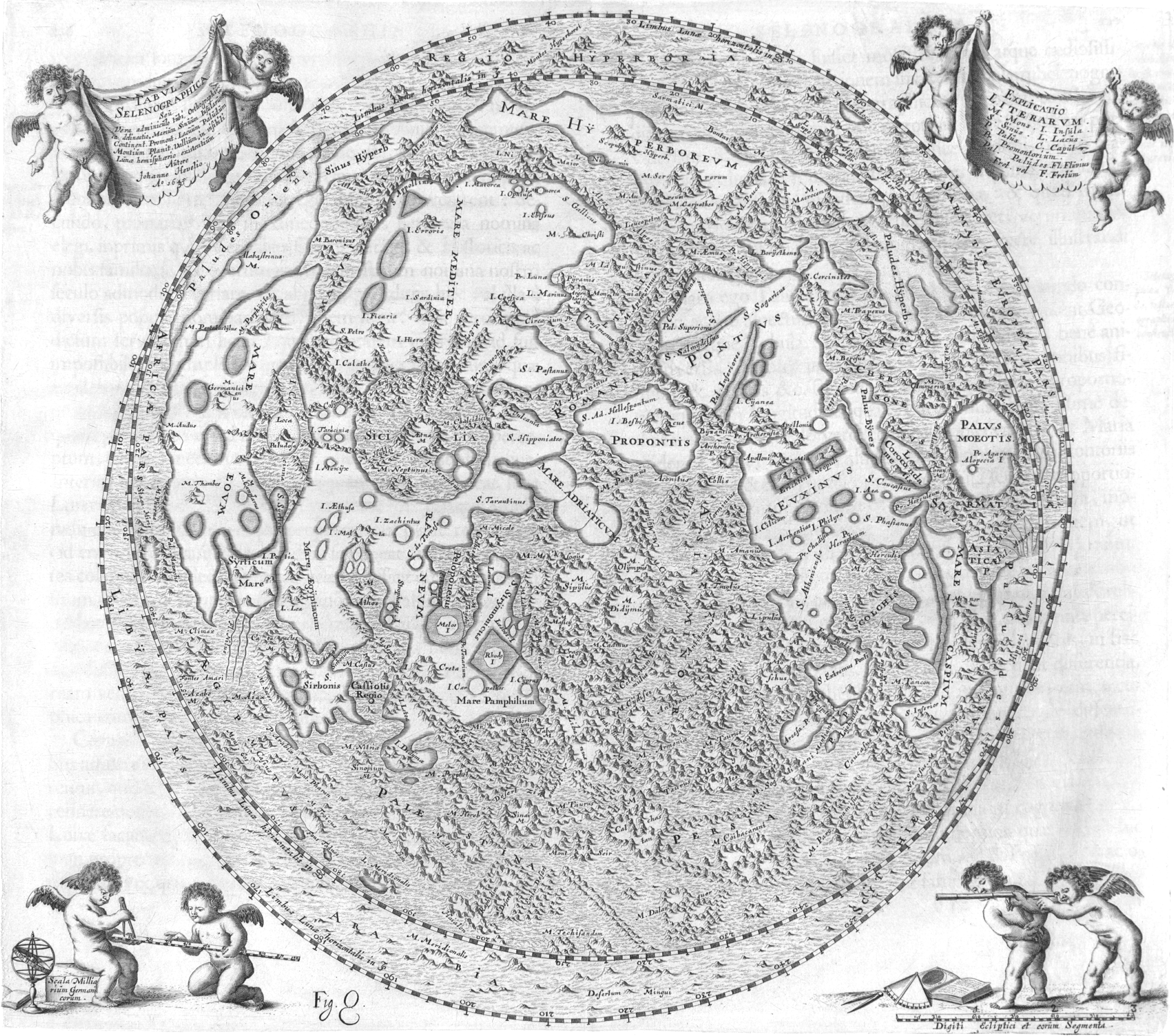
Carte de la face visible de la Lune par Johannes Hevelius (1647), y sont représentées les librations du satellite permettant de cartographier plus de 50 % de la surface lunaire depuis la Terre

L'idée que la Lune n'est pas complètement lisse est retrouvée dès 450 avant notre ère, quand Démocrite croyait qu'il y avait « des montagnes élevées et des vallées creuses » sur la Lune. Ce n'est cependant que vers la fin du XVe siècle que commença l'étude sérieuse de la sélénographie puis au début du XVIIe siècle que les dessins devinrent plus précis avec l'invention de la lunette astronomique.
Vers 1603, William Gilbert fit le premier dessin de la lune basé sur des observations faites à l'œil nu, appelant les masses sombres regio et continens. En 1609, Thomas Harriot réalisa le premier dessin de la lune vue dans une lunette qui grossit six fois puis 10 fois en 1610, ce qui lui permet d'observer de nombreux cratères. D'autres dessins suivirent (le Sidereus Nuncius de Galilée en 1610, le Disputatio physica de phænomenis in orbe lunae de Giulio Cesare la Galla (en) en 1612, le Selenographia de Johannes Hevelius en 1647, le Almagestum Novum de Grimaldi et Riccioli en 1651), et après l'apparition de la lunette achromatique inventée par John Dollond en 1758 et les perfectionnements du télescope, de nouveaux dessins furent faits, dont la précision s'améliora avec l'amélioration des optiques. Au début des années 1700, les librations de la Lune furent mesurées, montrant que plus de 50 % de la surface de la Lune étaient en fait visibles. En 1750, Johann Meyer produisit le premier ensemble fiable de coordonnées lunaires, permettant aux astronomes de localiser les objets sur la surface de la Lune. La carte gravée de Tobias Mayer, publiée en 1775, reste la plus précise jusqu'en 1824.
La cartographie systématique de la Lune débuta en 1779 quand Johann Schröter commença ses observations et mesures méticuleuses des caractéristiques de la Lune. En 1834, la première grande carte de la Lune, sur quatre feuillets, fut publiée par Johann Heinrich von Mädler, qui continua son travail en publiant un livre, La Sélénographie universelle. Toutes les mesures étaient faites par observation directe jusqu'à ce qu'en mars 1840 John William Draper, utilisant un miroir de 5 pouces, obtint un daguerréotype de la Lune, introduisant ainsi la photographie dans le monde de l'astronomie. Les premières images étaient de qualité médiocre, mais tout comme avec le télescope deux siècles auparavant, leur qualité s'améliora rapidement. En 1890, l'astrophotographie, et en particulier la photographie lunaire, était devenue une branche reconnue de la recherche astronomique.
- Évolution des cartes de la Lune du XVIIe au XIXe siècle

Évolution des cartes de la Lune du XVIIe siècle au XIXe siècle
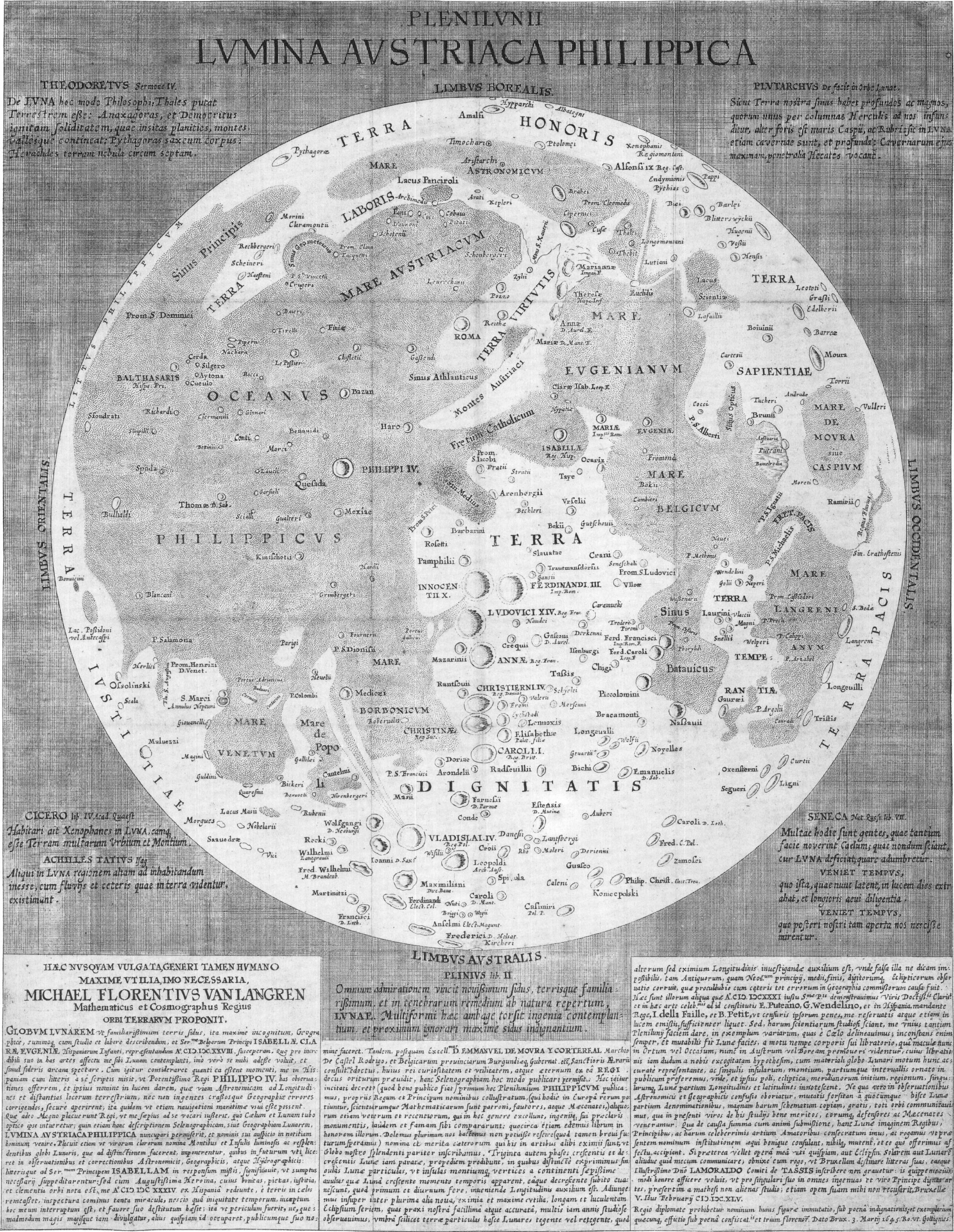
Michael Florent van Langren, première carte lunaire (1645).
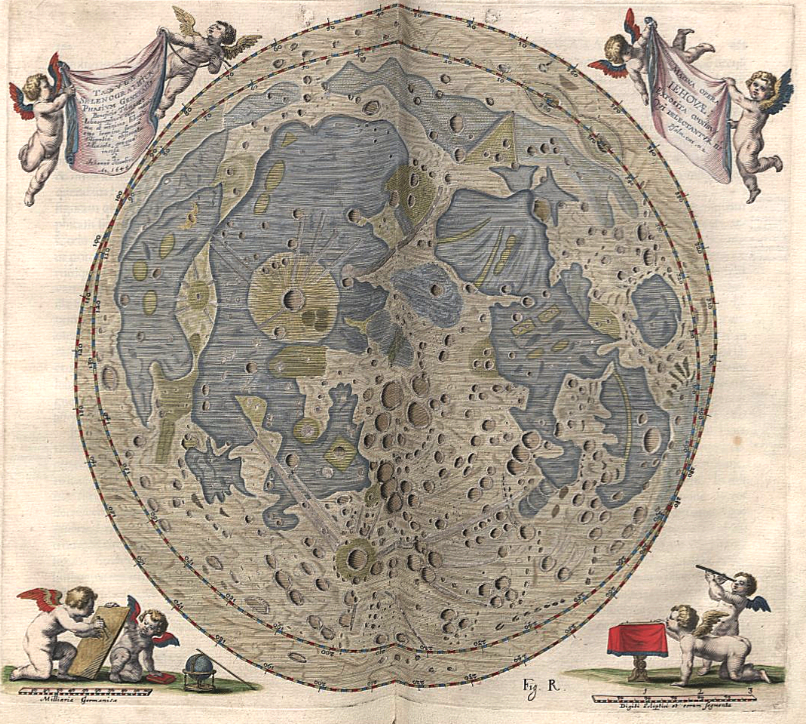
Johannes Hevelius, première à tenir compte des librations (1647).
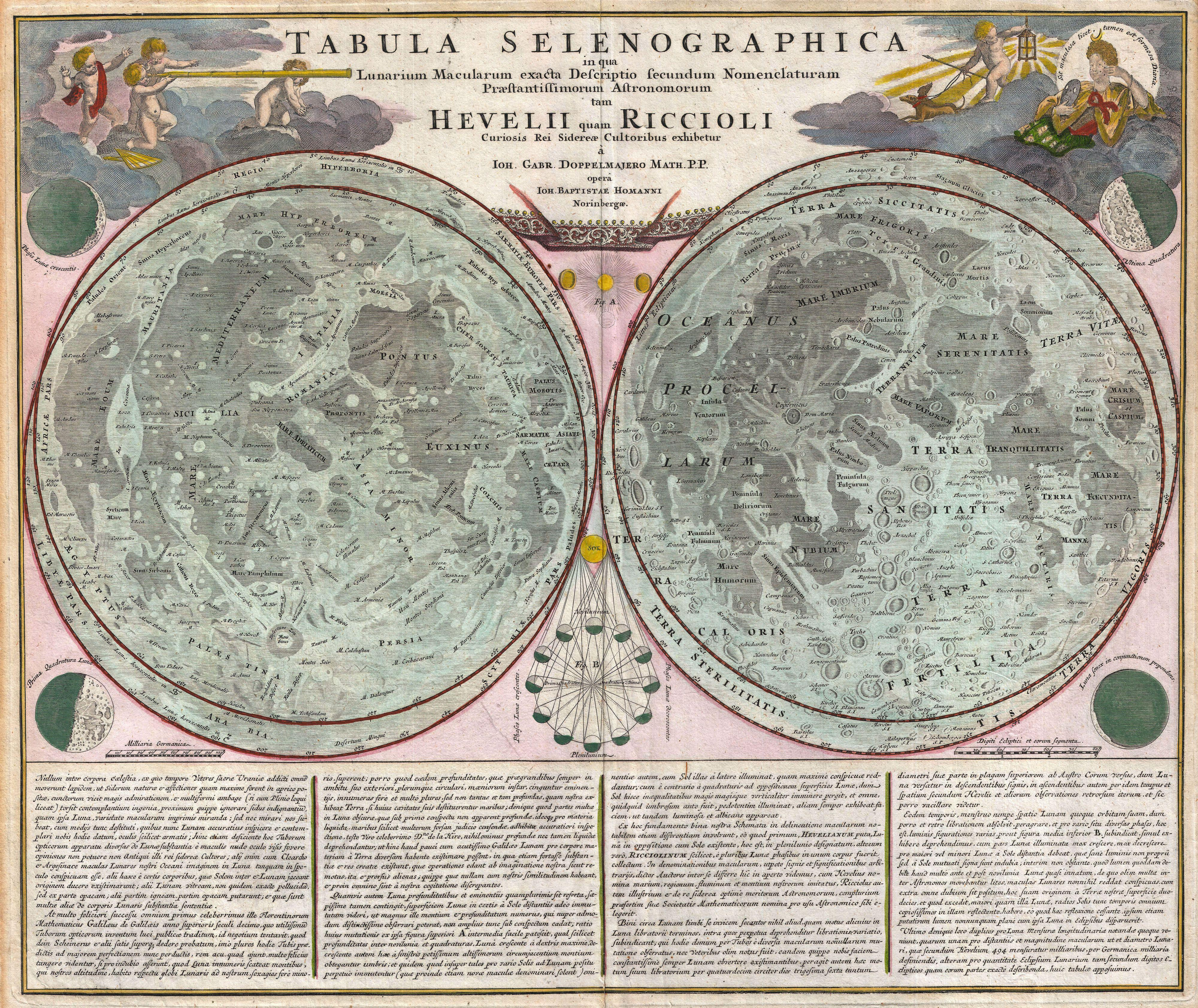
Johann Baptist Homann et Johann Gabriel Doppelmayr (1707).
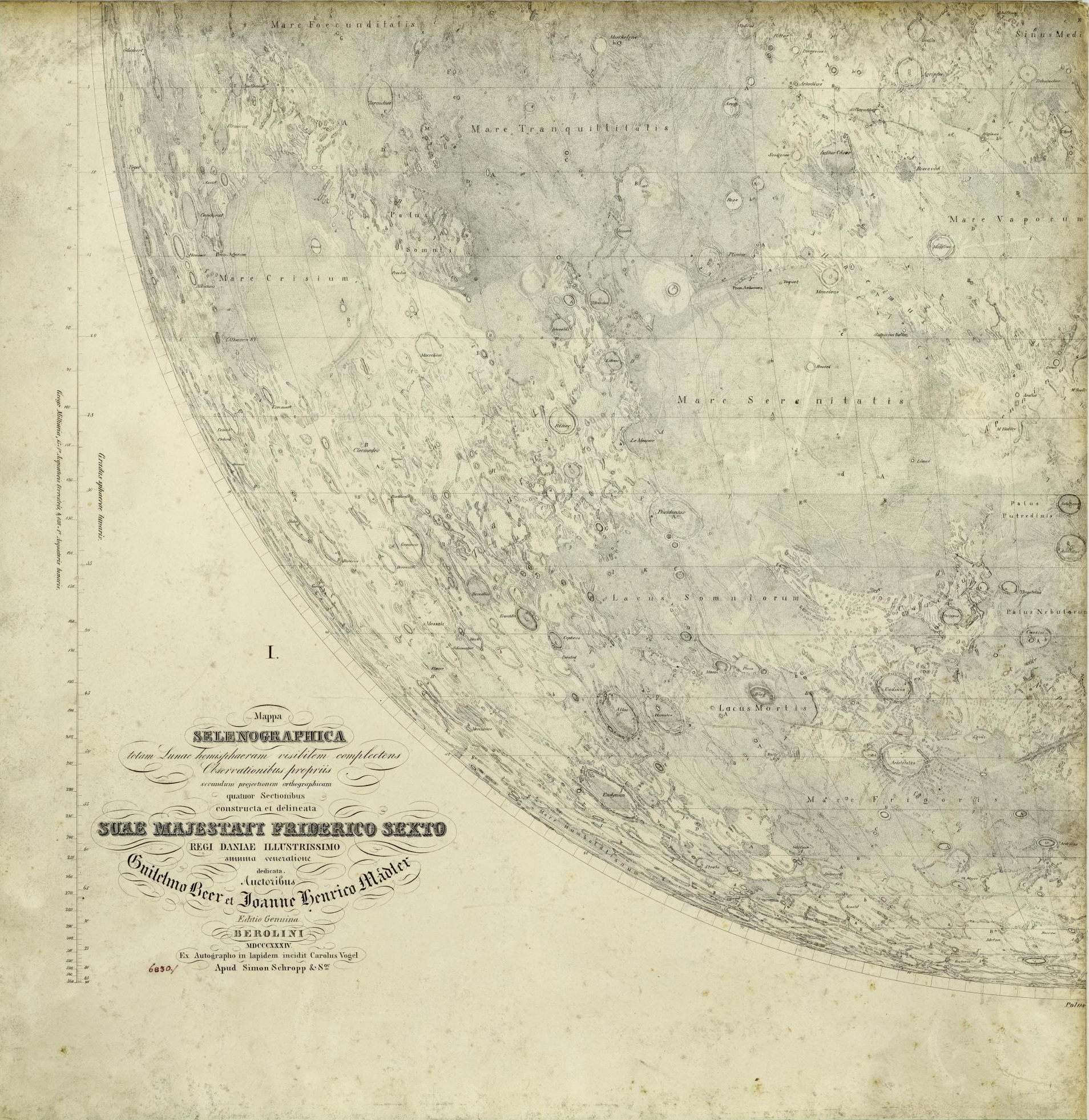
Premier coin du Mappa Selenographica de Beer et von Mädler (1837).
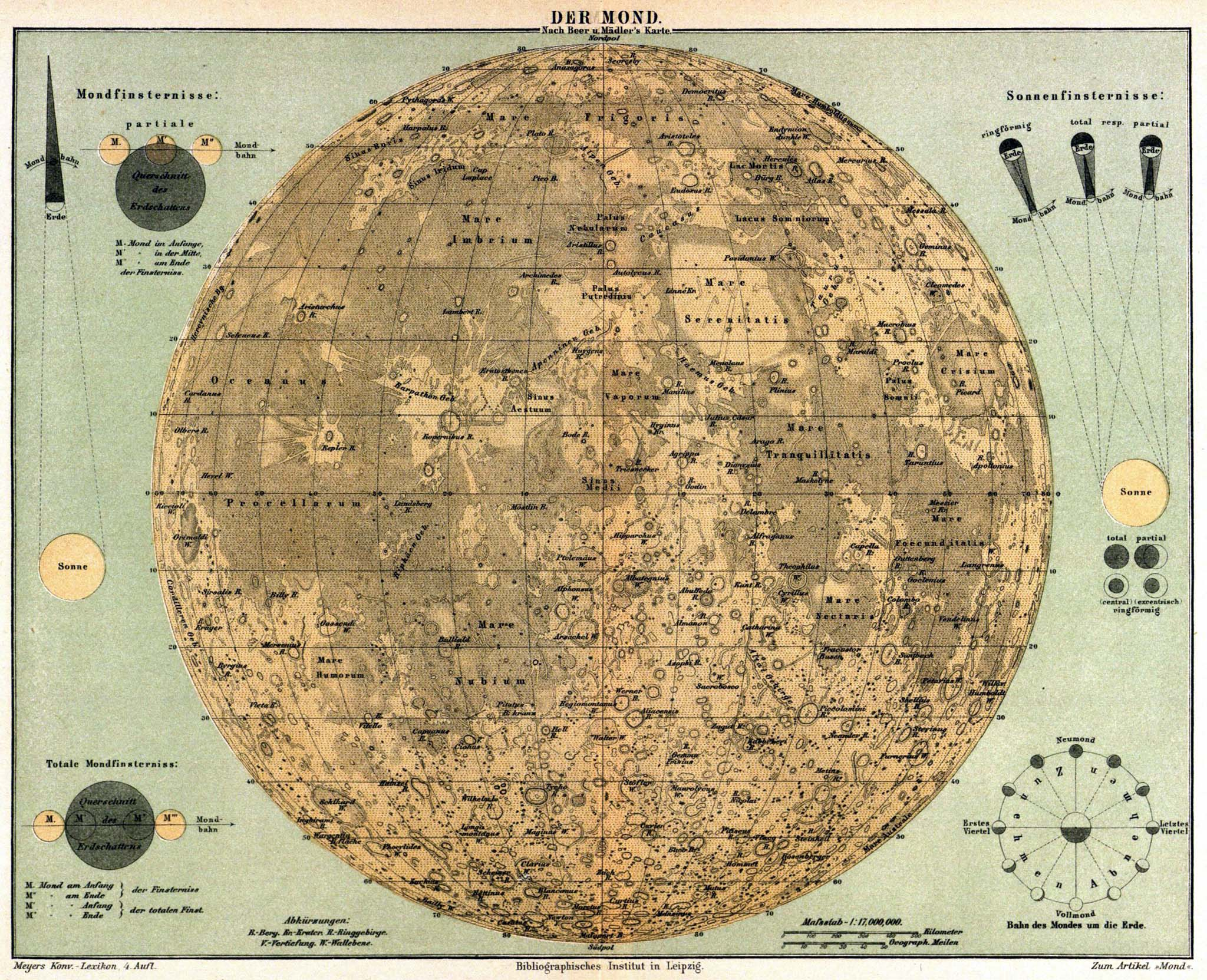
Carte de l'encyclopédie Meyers Konversations-Lexikon (1890).

Le XXe siècle vit de nouvelles avancées de l'étude de la Lune. En 1959, la mission soviétique Luna 3 envoya les premières photographies de la face cachée de la Lune, donnant au monde le premier aperçu de la partie jusqu'alors inconnue de notre satellite. Entre 1961 et 1965, les États-Unis envoyèrent les missions Ranger, dont les modules avaient notamment pour but de prendre des photos jusqu'à l'instant de leur écrasement sur le sol lunaire. En 1966 et 1967, les Lunar Orbiters photographièrent la Lune depuis ses orbites, et de 1966 à 1968 les Surveyors furent envoyés, pour se poser sur le sol lunaire et y prendre des photos. Les robots Lunokhod 1 (1970) et Lunokhod 2 (1973) du programme soviétique Lunokhod se déplacèrent à la surface de la Lune sur près de 50 km, fournissant des images détaillées de cette surface. En 1994, le vaisseau spatial Clementine est à l'origine de la première carte quasi complète de la topographie de la Lune ; il récolta aussi des images multispectrales. Toutes ces missions envoyèrent des photographies d'une résolution toujours meilleure.

## Cartographie et toponymie de la Lune
Les premières tentatives sérieuses pour nommer les caractéristiques de la Lune vue au travers d'un télescope ont été faites par Michel van Langren en 1645. La carte qu'il dressa est considérée comme la première véritable carte de la Lune : elle en montre les divers cratères, mers, chaînes de montagnes et sommets. Il donna à plusieurs de ces caractéristiques un nom ayant une connotation catholique : noms de rois et reines catholiques de l'époque pour les cratères, noms de saints catholiques pour les caps et les promontoires. Il donna aux mers des noms latins de mers et d'océans. Enfin, il donna aux cratères mineurs des noms d'astronomes, de mathématiciens et d'autres savants célèbres du passé ou de son époque.
En 1647, Johannes Hevelius publia une œuvre rivale intitulée Selenographia, qui fut le premier atlas lunaire. Hevelius ignora la nomenclature de Van Langren, et adopta des noms de caractéristiques de la Terre. Ces dernières étaient cartographiées d'une façon correspondant à leur position sur la Terre, en particulier en relation avec le monde ancien tel que le connaissaient les civilisations romaine et grecque antiques. L'œuvre de Hevelius eut une grande influence sur les astronomes européens de cette époque, et la Selenographia fut l'œuvre de référence pendant un siècle.
Le système moderne de nomenclature lunaire fut conçu par Giovanni Riccioli, un
prêtre et savant jésuite vivant dans le Nord de l'Italie. Son écrit Almagestum Novum fut publié en 1651 comme défense des vues catholiques durant la Contre-Réforme. Il y argumentait en particulier contre les vues de Galilée, de Kepler et de Copernic en faveur d'un modèle héliocentrique de l'univers, avec des orbites planétaires elliptiques. Almagestum Novum contient des données de référence sur les connaissances scientifiques de l'époque, et fut après sa publication largement utilisée par les professeurs jésuites. Mais le seul aspect significatif de l'œuvre à survivre de nos jours est le système de nomenclature lunaire de Riccioli.
Les illustrations de la Lune, dans l'Almagestum Novum, furent dessinées par un autre professeur jésuite, du nom de Francesco Grimaldi. La nomenclature était basée sur une subdivision de la surface lunaire visible en octants, numérotés en chiffre romains de I à VIII. L'octant I formait la section nord-ouest, et la numérotation continuait dans le sens des aiguilles d'une montre, alignée sur les points cardinaux. Ainsi, par exemple, l'octant VI était au sud, et incluait les cratères Clavius et Tycho.
Pour donner les noms, Riccioli eut une approche double, l'une pour les grands traits des terres et des mers, l'autre pour les cratères. Pour les terres et les mers, il utilisa, en latin, les noms de divers effets et conditions météorologiques attribués à la Lune au fil des temps passés, faisant de plus en sorte que chaque nom ait son contraste (telle la mer des Crises proche de la mer de la Tranquillité) :
- pour les mers lunaires, il y avait les mers des Crises (Mare Crisium), de la Sérénité (Mare Serenitatis), de la Fertilité (Mare Fecunditatis) ; il y avait aussi les mers de la Pluie (Mare Imbrium), des Nuages (Mare Nubium) ou du Froid (Mare Frigoris) ;
- pour les aires continentales entre les mers, Riccoli utilisa des noms comparables mais opposés à ceux donnés aux mers. Ainsi, il y avait les terres de la Stérilité (Terra Sterilitatis), de la Chaleur (Terra Caloris), et de la Vie (Terra Vitae). Ces derniers noms ne sont plus usités aujourd'hui.

Nombre des cratères furent nommés en fonction de regroupements liés à l'octant dans lequel ils se trouvent. Dans les octants I, II et III, l'on trouve essentiellement des noms de la Grèce antique, tels que Platon, Atlas ou Archimède. Dans les octants situés au milieu (IV, V et VI), ce sont des noms de l'ancien Empire romain, tels que Jules César ou Tacite. Les cratères situés dans les octants de la partie inférieure de la carte portent des noms de savants, d'écrivains et de philosophes de l'Europe médiévale et de l'Arabie, dont 11 % de jésuites, ordre religieux dont fait partie Riccioli.
Les parties extérieures des octants V, VI, VII, et la totalité de l'octant VIII furent voués à des contemporains de Riccioli. Des caractéristiques de l'octant VIII furent aussi nommés en l'honneur de Copernic, de Kepler et de Galilée - ce "bannissement" de ces derniers loin des "anciens" était un geste politique envers l'Église catholique. Un certain nombre de cratères, autour de la Mare Nectaris, reçurent le nom de saints de l'Église catholique, suivant ainsi la tradition de Van Langren. Les saints choisis avaient cependant tous un rapport avec un aspect ou un autre de l'astronomie. Les cartes ultérieures supprimèrent le "St" du nom de ces cratères.

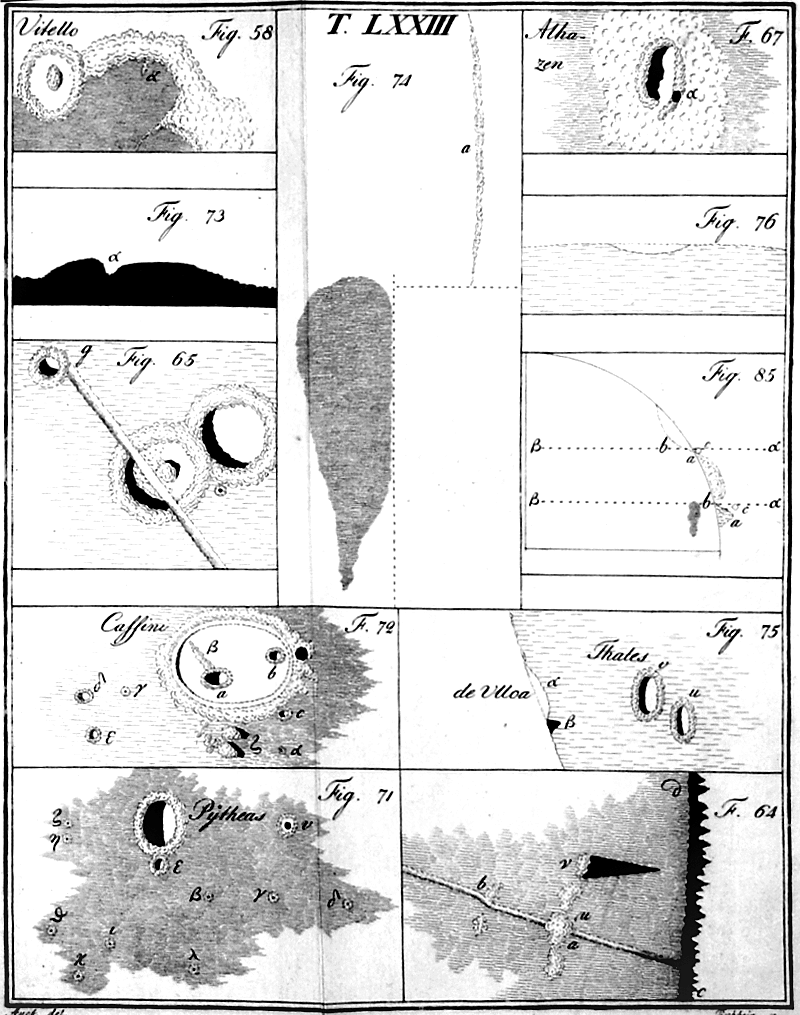
Exemples de cartes lunaires provenant des Selenetopographische Fragmente de Johann Schröter.

Le système de nomenclature de Riccioli fut très largement adopté après la publication de son Almagestum Novum, et deux tiers de ses noms sont encore couramment utilisés de nos jours. Le système était global d'un point de vue scientifique, et fut considéré comme poétique et élégant : il plut grandement aux penseurs de l'époque. Il pouvait aussi être facilement étendu, de nouveaux noms pouvant être ajoutés en suivant la même méthode. Il en vint donc à remplacer les nomenclatures de Van Langren et d'Hevelius.
Par la suite, des astronomes et cartographes de la Lune enrichirent la nomenclature en nommant de nouvelles caractéristiques. Parmi ces contributeurs, Johann Hieronymus Schröter est à remarquer : il publia en 1791 Selenotopografische Fragmente, une carte très détaillée de la Lune dans laquelle il baptisa Mons Pico et Montes Alpes. L'adoption par Schröter de la nomenclature de Riccioli, déjà souvent utilisée, en fit de facto le système standard de nomenclature lunaire, Schröter ajoutant des lettres grecques et des chiffres romains associés à un nom d'une formation importante pour désigner les petits reliefs qui lui sont associés (craterlets, pics et collines). D'autres contributeurs, Wilhelm Beer et Johann Heinrich Mädler publièrent Mappa Selenographica totam Lunae hemisphaeram visibilem complectens en 1837, recensant plus de 7 000 cratères avec une lunette de 100 mm d'ouverture et ajoutant 140 nouveaux noms à la nomenclature existante (Montes Apenninus, Montes Carpatus, Sinus Medii, cratère Messier (en), Mare Humboldtianum).
Ce système de nomenclature de Riccioli fut désigné comme standard de la nomenclature lunaire par un vote de l'Union astronomique internationale (IAU) en 1935 grâce au travail de Mary Adela Blagg et Karl Müller (en), donnant formellement un nom à 600 caractéristiques de la Lune. Le système fut étendu et mis à jour par l'IAU durant les années 1960, les nouvelles désignations étant limitées aux noms de scientifiques décédés. Après la photographie de la face cachée de la Lune par des sondes soviétiques (en 1959 la première sonde Luna 3 permit d'identifier 400 nouvelles formations sur la face cachée de la lune, tel Mare Moscoviense, Tsiolkovskiy), nombre des caractéristiques nouvellement découvertes sur la Lune furent nommées avec des noms de scientifiques et d'ingénieurs soviétiques. Par la suite, tous les noms furent donnés par l'IAU, avec quelques noms attribués à des personnalités vivantes, comme les astronautes du programme Apollo.

### Cratères satellites
Un cratère satellite est un petit cratère situé à proximité d'un cratère principal. Le premier système de nomenclature pour l'identification des cratères satellites a été mis au point par Johann Mädler. Dans ce système, les cratères qui entourent un cratère principal étaient identifiés à l'aide d'une lettre. Ces cratères annexes étaient généralement plus petits que le cratère principal, mais il y avait quelques exceptions. Les lettres attribuées aux cratères satellites allaient de A à Z, à l'exception de I (la grande majorité des cratères portant des noms masculins, les cratères principaux étaient nommés cratères « patronymiques »).

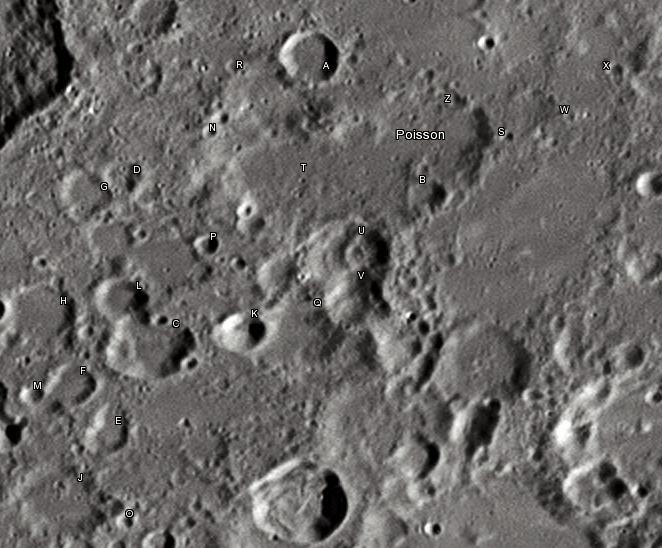
Le cratère Poisson avec, lettrés, ses 25 cratères satellites, distants de Poisson de 3 à 28 km.

L'attribution des lettres aux cratères satellites était à l'origine quelque peu laissée au hasard, et en général elles étaient attribuées en fonction de leur taille plutôt qu'en fonction de leur position. Dans de nombreux cas, la détermination de la taille semble être faite au hasard parce qu'elle dépend de l'angle des rayons du soleil au moment de l'observation, angle qui varie au cours de la journée lunaire.
Dans un certain nombre de cas, le cratère satellite est plus proche d'un cratère principal autre que celui auquel il est rattaché. Pour identifier le cratère patronymique sur la carte, Mädler plaçait la lettre entre le cratère patronyme et le cratère satellite. Ceci avait aussi l'avantage de permettre d'omettre le nom des cratères principaux lorsque l'on traitait des cratères satellites.
Au fil des années, des observateurs de la Lune ont donné un nouveau nom à nombre des cratères satellites. Le processus d'attribution des noms a été pris en charge par l'IAU en 1919. La commission de nommage de ces cratères a formellement adopté la convention de l'utilisation de lettres capitales pour identifier les cratères et les vallées satellites.
Quand des cartes de la face cachée de la Lune ont été disponibles, en 1966, Ewen A. Whitaker a attribué des noms à des caractéristiques satellites en se basant sur l'angle de leur position par rapport au cratère principal. La lettre 'Z' était attribuée au cratère satellite situé au nord du cratère principal. Le cercle de 360° autour du cratère était ensuite divisé en 24 parties et, à chacune de ces parties, en tournant dans le sens des aiguilles d'une montre, était attribuée une lettre, à partir de A et en omettant les lettres I et O. Ainsi, un cratère satellite situé au sud du cratère principal se voyait attribuer la lettre 'M'.

## Cartes historiques de la Lune
La liste qui suit présente les principaux atlas et cartes de la Lune, par ordre chronologique de publication.

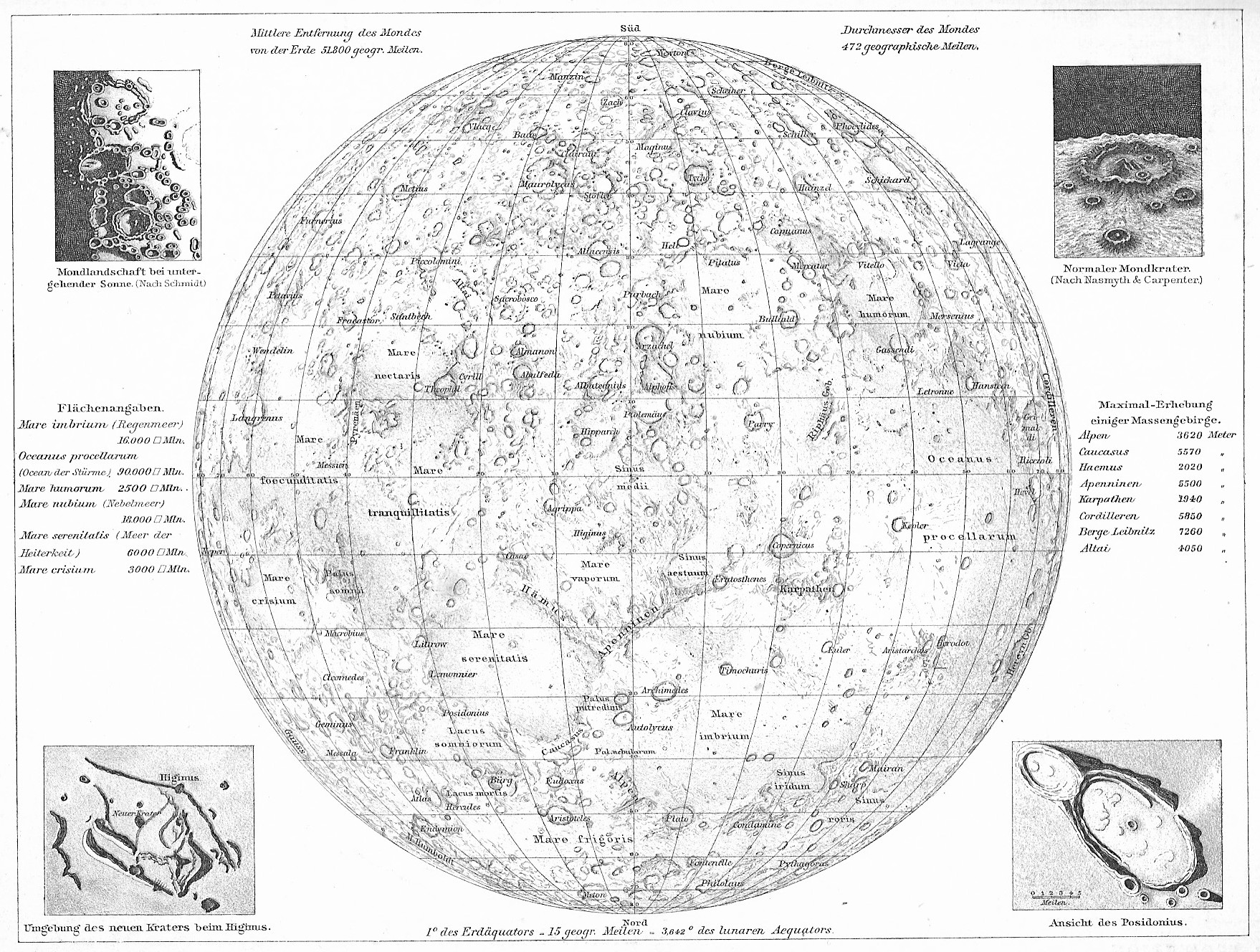
Carte de la Lune de l’Andrees Allgemeiner Handatlas (1881), par

- Michel van Langren, carte gravée, 1645.
- Johannes Hevelius, Selenographia, 1647.
- Giovanni Riccioli et Francesco Grimaldi, Almagestum Novum, 1651.
- Giovanni Domenico Cassini, carte gravée, 1679 (rééditée en 1787).
- Tobias Mayer, carte gravée, 1749, publiée en 1775.
- Johann Hieronymus Schröter, Selenotopografische Fragmente, 1er volume 1791, 2e volume 1802.
- John Russell, images gravées, 1805.
- Wilhelm Lohrmann, Topographie der sichtbaren Mondoberflaeche, Leipzig, 1824.
- Wilhelm Beer et Johann Heinrich Mädler, Mappa Selenographica totam Lunae hemisphaeram visibilem complectens, Berlin, 1834-36.
- Edmund Neison, The Moon, Londres, 1876.
- Julius Schmidt, Charte der Gebirge des Mondes, Berlin, 1878.
- Thomas Gwyn Elger, The Moon, Londres, 1895.
- Johann Krieger, Mond-Atlas, 1898. Deux volumes supplémentaires furent publiés en 1912, après la mort de Krieger, par l'Académie des Sciences de Vienne.
- Walter Goodacre (en), Map of the Moon, Londres, 1910.
- Mary Adela Blagg et Karl Müller (en), Named Lunar Formations, 2 volumes, Londres, 1935.
- Philipp Fauth, Unser Mond, Brême, 1936.
- Hugh P. Wilkins, 300-inch Moon map, 1951.
- Gerard Kuiper et al, Photographic Lunar Atlas, Chicago, 1960.
- Ewen A. Whitaker et al., Rectified Lunar Atlas, Tucson, 1963.
- Hermann Fauth et Philipp Fauth (à titre posthume), Mondatlas, 1964.
- Gerard Kuiper et al., System of Lunar Craters, 1966.
- Yu I. Efremov et al., Atlas Obratnoi Storony Luny, Moscou, 1967–1975.
- NASA, Lunar Topographic Orthophotomaps, 1978.
- Antonín Rükl, Atlas of the Mon, 2004, Soky Publishing Corp,  (ISBN 1-931559-07-4).

## Voir aussi

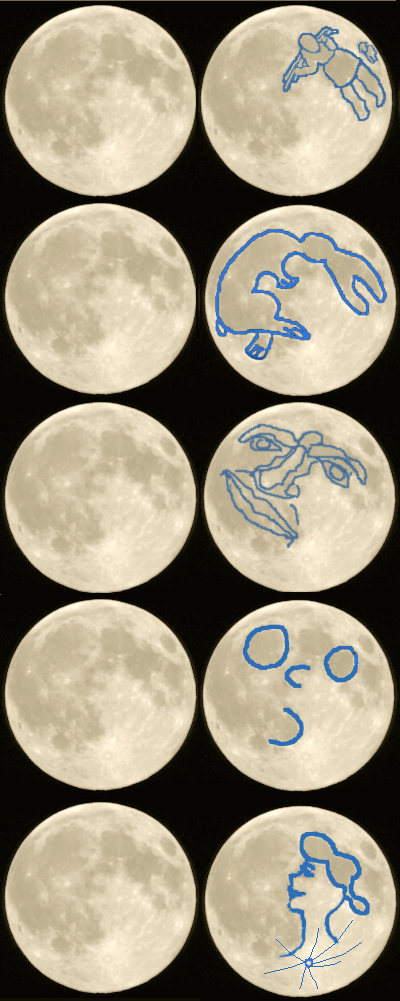
Exemples de paréidolies formées par les taches de la Lune.

#### Listes en rapport avec la sélénographie
- Liste des mers lunaires
  - Catégorie:Lac lunaire
  - Catégorie:Mer lunaire
- Liste des cratères de la Lune
  - Catégorie:Cratère d'impact sur la Lune
- Liste des sommets et montagnes de la Lune
  - Catégorie:Montagne sur la Lune
  - Catégorie:Falaise lunaire
  - Catégorie:Dorsum lunaire
- Liste des vallées de la Lune
  - Catégorie:Vallée lunaire

#### Terminologie
- Mare lunaire
- Phases de la Lune
- Libration
- Coordonnées sélénographiques
- Colongitude
- Quadrangles de la Lune

#### Autres sélénographes célèbres
(voir aussi Catégorie:Sélénographe)
- Émile Bertaux
- Jules Alfred Pierrot Deseilligny
- Casimir Marie Gaudibert